# 橢眼骨鰃
橢眼骨鰃為輻鰭魚綱金眼鯛目金鱗魚亞目金鱗魚科的其中一種，分布於大溪地島海域，棲息深度可達300公尺，體長可達21公分。

## 擴展閱讀
維基物種上的相關：橢眼骨鰃